# London (Schiff, 1929)
HMS London (C-69) der Royal Navy war ein Schwerer Kreuzer der zweiten Gruppe der County-Klasse. Vom ursprünglich gefertigten Kent-Typ unterschieden sich die vier folgenden Kreuzer durch einen kleineren und weiter zurückgesetzten Decksaufbau.
Die Kreuzer dieser zweiten Gruppe wurden auch als London-Klasse bezeichnet.
Die London wurde von März 1939 bis März 1941 auf der Staatswerft in Chatham umfassend modernisiert. Die Flak-Bewaffnung und die Panzerung wurden erheblich verbessert und das Aussehen der Crown-Colony-Klasse angeglichen. Allerdings wurde kriegsbedingt auf die Erneuerung der Antriebsanlage verzichtet. Auch blieb die London der einzige Kreuzer der County-Klasse mit einer derartigen Modernisierung.
1946 bis 1949 befand sich die London auf der China Station und wurde im Rahmen des Amethyst-Zwischenfalls eingesetzt und erheblich beschädigt. Angesichts des Alters der Maschinenanlage wurde die London Anfang 1950 zum Verschrotten verkauft.

## Baugeschichte

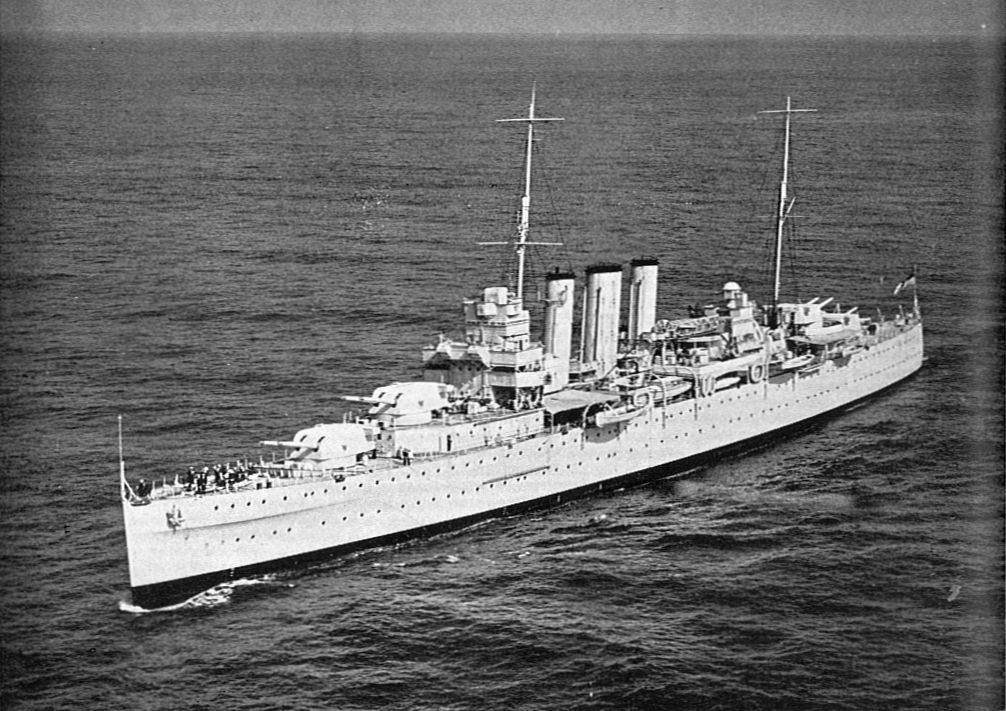
Das Schwesterschiff Devonshire

Die Schweren Kreuzer der County-Klasse waren ein Ergebnis der Washingtoner Flottenkonferenz von 1922 und deren Grenzwerten für Kreuzer (maximal 10.000 ts, höchstens mit 20,3-cm-Geschütze). Die Schiffe der County-Klasse galten als der klassische „Washington-Kreuzer“. Die Royal Navy wollte 17 Einheiten dieses Typs haben, musste sich zunächst mit sieben Schiffen (Kent-Klasse) zufriedengeben. 1925 wurden die vier Schiffe der London-Klasse bewilligt. Bei diesen Schiffen waren die Torpedowulste weggelassen worden und die Panzerung etwas schwächer ausgeführt. Dadurch hatten die Schiffe der London-Gruppe einen Geschwindigkeitszuwachs von durchschnittlich etwa 0,75 kn, weswegen diese Kreuzer mit bis zu 32,6 kn als die schnellsten Schiffe der County-Klasse galten. Als neuen Bewaffnungsteil hatten sie erstmals 4-fach-Torpedorohre, deren Einsatz von den hohen Kreuzerdecks sich als schwierig erwies. 1930/1931 erhielten alle Kreuzer ein Startkatapult und ein Fairey III F -Seeflugzeug, das 1934 durch eine Hawker Osprey und 1937 durch eine Supermarine Walrus ersetzt wurde.

## Einsatzgeschichte
Die Kiellegung der London erfolgte am 23. Februar 1926 auf der Marinewerft in Portsmouth. Am 14. September 1927 lief die London vom Stapel und wurde am 31. Januar 1929 in Dienst gestellt. Die London diente bis März 1939 als Flaggschiff bei der 1st Cruiser Squadron. Am 1. April 1929 traf sie in Gibraltar ein und lief dann über Valencia und St. Tropez nach Malta. Erster offizieller Auftritt des Schiffes war der Besuch der Weltausstellung in Barcelona ab dem 17. Mai gemeinsam mit dem Schlachtschiff Ramillies. Die Sommerfahrt des Geschwaders ging zum Golf von Patras. Besucht wurden verschiedene kleine Hafenstädte wie das früher venezianische Dragomesti, heute Astakos (Ätolien-Akarnanien). 

Neben den vielen Besuchen fanden aber auch Schießen mit scharfer Munition statt. Dabei kam es nahe Skiatos zu einem Unfall auf dem Schwesterschiff Devonshire. Die linke Kanone des „X“-Turms hatte eine Fehlzündung. Ein Ladekanonier erkannte dies nicht und öffnete den Verschluss. Die Luftzufuhr zündete die Ladung im Rohr und eine Bereitschaftsladung im Turm. Die Explosion schleuderte das Turmdach weg und 17 Männer starben. Der Unfall führte zu einem neuen Schließmechanismus, die 17 Toten mussten in Griechenland beerdigt werden. Um eine dauerhafte Totenruhe zu gewährleisten, kaufte ein britischer Konsul das Gelände. 2003 kam der Fall in die Medien, weil die griechischen Behörden dieses Gelände einem Park zuordnen wollten.
Von März 1932 bis Juli 1934 war Henry Harwood, der spätere Befehlshaber der Briten im Gefecht gegen die Admiral Graf Spee, Kommandant der London. Vom 1. September 1937 besuchte London als Flaggschiff von Vizeadmiral Charles Kennedy-Purvis mit ihrem Schwesterschiff Sussex für eine Woche Venedig und hatte gegenüber dem Dogenpalast festgemacht. Zusammen mit der Shropshire evakuierte die London zum Ende des Bürgerkriegs Tausende Zivilisten aus Barcelona.

### Der große Umbau
Im März 1939 begann der Umbau der London auf der Marinewerft Chatham. Der ursprünglich geplante Austausch der Maschinenanlage wurde aufgegeben. Sie erhielt einen neuen Aufbau oberhalb des Hauptdecks, der den Aufbauten der Colony-Klasse glich. Ihre einzelnen 4"-Flakgeschütze wurden durch Zwillingsgeschütze ersetzt. Zusätzlich kamen 20-mm-Oerlikon-Flak und eine moderne Radaranlage an Bord. Dazu wurde ein 3½" (89 mm) starker Panzergürtel von 2,4 m Breite angebracht, der die Maschinenanlage schützte. Die Maßnahme war im März 1941 abgeschlossen. Der Plan, andere Schiffe der County-Klasse gleichartig umzubauen, unterblieb durch den Druck der Kriegsereignisse.

## Kriegseinsätze

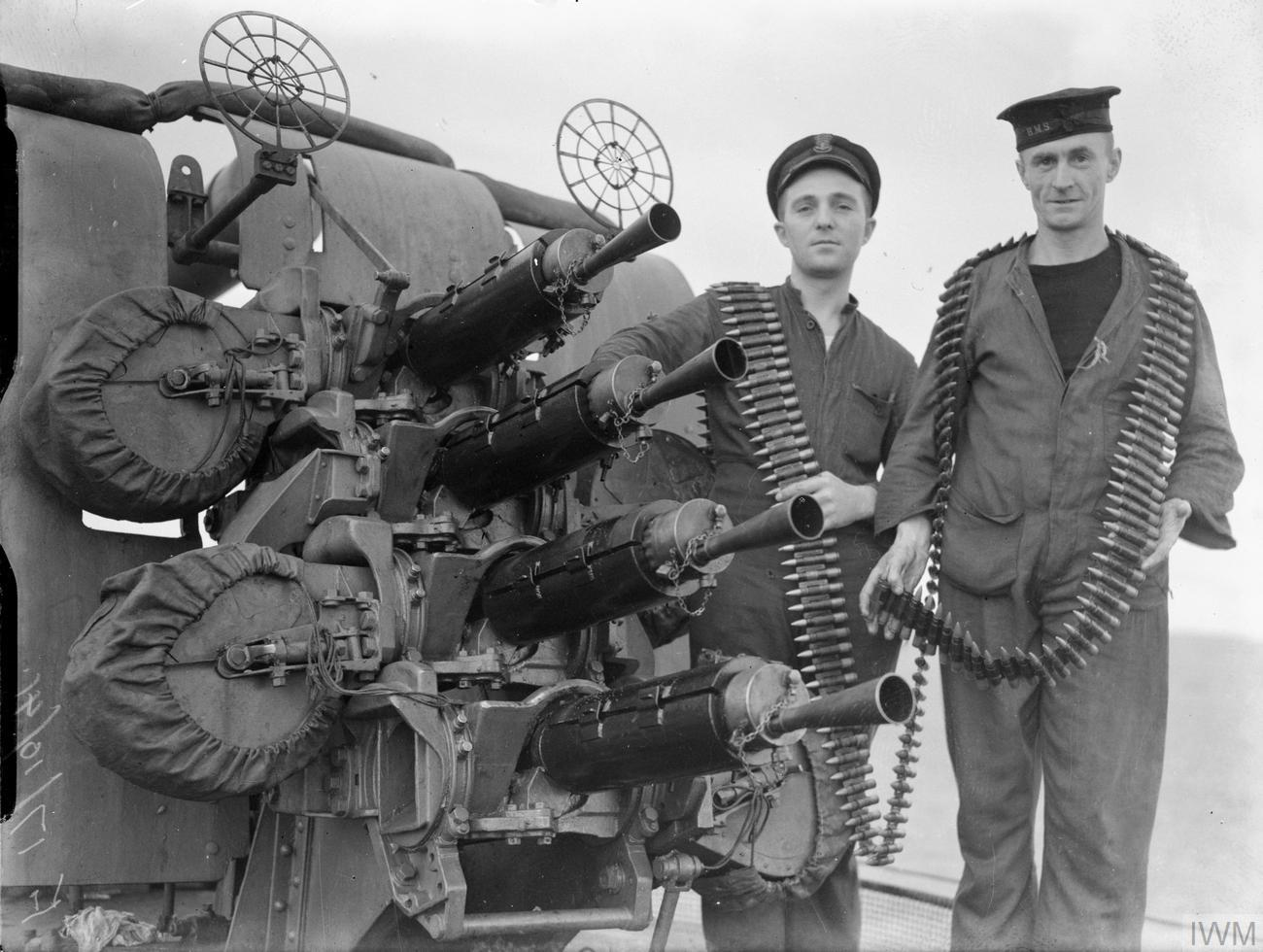
Vickers-Vierlings-MG

Im Mai war die London zur Sicherung des Konvois SL.75 eingeteilt, von der wurde sie nach der Vernichtung der Hood zur Suche nach der Bismarck  abgezogen. Tatsächlich kam sie zur Suche nach deutschen Versorgern im Atlantik zum Einsatz. Im deutschen Versorgungsgebiet in der Natal-Freetown-Enge entdeckte sie mit dem Zerstörer Brilliant am 4. und 5. Juni 1941 die deutschen Versorgungstanker Esso Hamburg (MT, 1939, 9848 BRT) 07.35 N/31.25 W und Egerland (DT, 1939, 10040 BRT), die sich selbst versenkten. Am 26. Juni entdeckte sie noch das Motorschiff Babitonga (4422 BRT), das sich ebenfalls selbst versenkte. Im September 1941 brachte die London, begleitet durch die Zerstörer Active und Electra, eine anglo-amerikanische Delegation unter Lord Beaverbrook und W. Averell Harriman von Scapa Flow nach Archangelsk, die sich mit der sowjetischen Regierung in Moskau treffen wollte. Die London lief am 30. mit vierzehn Handelsschiffen, dem ersten Rückführungskonvoi QP 1, von Archangelsk zurück nach Scapa. Zur Sicherung gehörten noch der Schwere Kreuzer Shropshire und die Zerstörern Electra, Active, Anthony sowie drei U-Jagd-Trawler. Nach diesen Einsätzen zeigten sich etliche Risse in den Decks durch das Gewicht der neuen Aufbauten. Die Reparatur erfolgte im Tyne Middledock von Oktober 1941 bis Februar 1942.
London diente dann am Nordkap zum Schutz von Nordmeergeleitzügen, u. a. Ende April / Anfang Mai 1942 als Nahsicherung beim PQ 15 mit dem Kreuzer Nigeria und zwei Zerstörern, PQ 16, Ende Juni / Anfang Juli 1942 am Gegengeleit QP 13 und PQ 17 mit der Norfolk und den amerikanischen Kreuzern Wichita und Tuscaloosa und einem gemischten Zerstörerverband. Anfang September folgte ein erneuter Einsatz als Deckungsgruppe am PQ 18 zusammen mit Norfolk und Suffolk sowie im November am Gegengeleit QP 15 mit der Suffolk. Wieder kam es zu Rissen und aufgesprungenen Nähten. Das Schiff war vom Dezember 1942 bis Mai 1943 erneut in einer Werft. Diesmal wurde der Rumpf verstärkt. Dazu erhielt die London eine neue Radaranlage und zusätzliche leichte Flak-Waffen. Dieser Umbau beseitigte die Defizite und ab Juli war der Kreuzer voll einsatzbereit. Er operierte von der Küste Ceylons oder der südafrikanischen Küste und blieb bis zum Kriegsende bei der Eastern Fleet.
Am 10./11. April 1945 war die London an der Operation „Sunfish“ beteiligt, bei der die Eastern Fleet mit den Schlachtschiffen Queen Elizabeth und der französischen Richelieu sowie der Cumberland und Zerstörern gegen die Nordküste Sumatras vorstieß und Sabang beschoss. Die begleitenden Geleitträger Emperor und Khedive gaben Luftsicherung und griffen mit ihren Flugzeugen Emmahaven und Padang an.
Am 2. September 1945 liefen die London und die Cumberland als erste alliierte Schiffe in Sabang ein und auf der London kapitulierten die Japaner auf Sumatra unter Vizeadmiral Sueto Hirose.